# Jean Grandon
Pour les articles homonymes, voir Grandon.
Jean Grandon, né le 25 février 1926 à La Ville-aux-Nonains et mort le 20 décembre 2010 à La Loupe, est un homme politique français.

## Détail des fonctions et des mandats
- 24 septembre 1989 - 30 septembre 1998 : sénateur d'Eure-et-Loir